# 嚢虫症
嚢虫症（のうちゅうしょう）は有鉤条虫(豚に寄生するサナダムシの一種)の幼虫によって起こる組織感染症である。人によっては数年間、軽度または全く症状が出ない場合がある。特にアジアでは皮下に1センチメートルから2センチメートルの硬い塊ができることがある。この塊は数か月、または数年後に痛みを伴い腫れてから消えてなくなる。脳に影響を与え神経 症状が起きる特定の症状を神経嚢虫症と呼び発展途上国ではてんかんのよくある原因の一つである。
嚢虫症はサナダムシの卵の付いた飲み物や食べ物を飲食することにより感染することがほとんどである。食物の中でも火を通してない野菜が主な原因である。サナダムシの卵はサナダムシの成虫に感染した人の糞に存在し、サナダムシの成虫に寄生されている症状を条虫症と呼ぶ。条虫症は正確には嚢虫症とは異なり、シストのある加熱不十分に調理された豚肉を食べることによって感染する。条虫症の人と暮らしている人は嚢中症に感染する危険性がかなり高い。診断方法はシストを採取して検査できる。脳の症状の診断には脳の写真をとる コンピュータ断層撮影(CT)または核磁気共鳴画像法 (MRI)が有用である。また、脳脊髄液と血液中の白血球の一種である好酸球の数の上昇の確認も有用な診断方法である。
感染予防は個人の清潔管理と公衆衛生で効果的にできる:豚肉の十分な加熱調理、適切な便所と公衆衛生習慣, きれいな水の確保である。条虫症患者は感染が蔓延（まんえん）する前に治療することが重要である。神経組織が関係していない嚢虫症の治療は必要とされない。神経嚢虫症の治療はプラジカンテルかアルベンダゾールの薬物療法がある。この療法は長期間に渉る場合があり、治療中は抗炎症にステロイドが使われたり、抗てんかん薬が必要な場合もある。またシストを取り除くために手術がおこなわれることもある。
豚に寄生するサナダムシはアジア、サハラ以南のアフリカ、ラテンアメリカでよく診られる。地域によっては25%の人が感染していると思われるが先進国ではほとんど診られない症状である。世界的に、嚢虫症による死亡者数は2010年までに1200人、1990年までの死亡者数700人を上回る。嚢虫症は豚や牛にも感染するが、症状が出る前に死んでしまう。この病気は歴史を通して人に感染してきた、顧みられない病気の一つである。